# Adam Pick
Adam Pick est un peintre hollandais né en 1621/22 à Delft et décédé entre 1659 et 1666. Il fait partie du Siècle d'or hollandais.

## Biographie
Adam Pick est né en 1621 ou en 1622 en Hollande à Delft, ville réputée pour ses nombreux artistes comme Vermeer. Il s'inscrit à la Guilde de Saint-Luc de Delft le 16 octobre 1642. Il commence alors la peinture sous l'enseignement de son maître Evert van Aelst. Il se marie avec Geertruyd Gerrits Cruyshoeksdr. À la suite du décès de son épouse en 1652, il se remarie le 25 octobre 1654 avec Anna van Dievoort. En 1653, il quitte Delft pour Leyde où il va rester jusqu'en 1655. Il s'inscrit alors à la Guilde de Saint-Luc de Leyde. Il rejoint ensuite Amsterdam, cité florissante au XVIIe siècle. Il y finira sa carrière en 1658. La date et le lieu de sa mort restent encore assez confus : il serait mort entre 1659 et 1666 sûrement à Amsterdam voire au Danemark.
En effet, il quitte Amsterdam en 1658 en direction du Danemark ; toutes les informations postérieures manquent.
Il a peint principalement des natures mortes, des vanités, des paysages et des scènes de la vie quotidienne à la ferme.